# Stary Kolejowy Szlak
Stary Kolejowy Szlak – szlak rowerowy w Polsce, w województwie zachodniopomorskim.

## Przebieg
Szlak, zależnie od obranego wariantu ma 192 lub 201 km długości. Jego najnowszy odcinek został zbudowany w 2020. Przebiega zasadniczo na osi północ-południe, tworząc wydłużoną literę Y. Jego pierwszy etap ma dwa warianty zbiegające się w Białogardzie: z Kołobrzegu przez Gościno i Karlino (etap I, 55 km) lub z Mielna przez Koszalin (etap IA, 46 km). Drugi etap prowadzi z Białogardu do Złocieńca i ma 69 km. Etap trzeci rozpoczyna się w Złocieńcu i przez Wałcz doprowadza do Skrzatusza.
Szlak ma charakter przekrojowy, ukazując różnorodne krajobrazy Pomorza Zachodniego, charakterystyczne dla tego regionu: widoki na Bałtyk, moreny Szwajcarii Połczyńskiej, pojezierza i doliny rzeczne oraz rozległe, zwarte kompleksy leśne. Na szlaku przeważają drogi pokryte nawierzchnią asfaltową, pozostałe to głównie bruk i szuter.

## Galeria

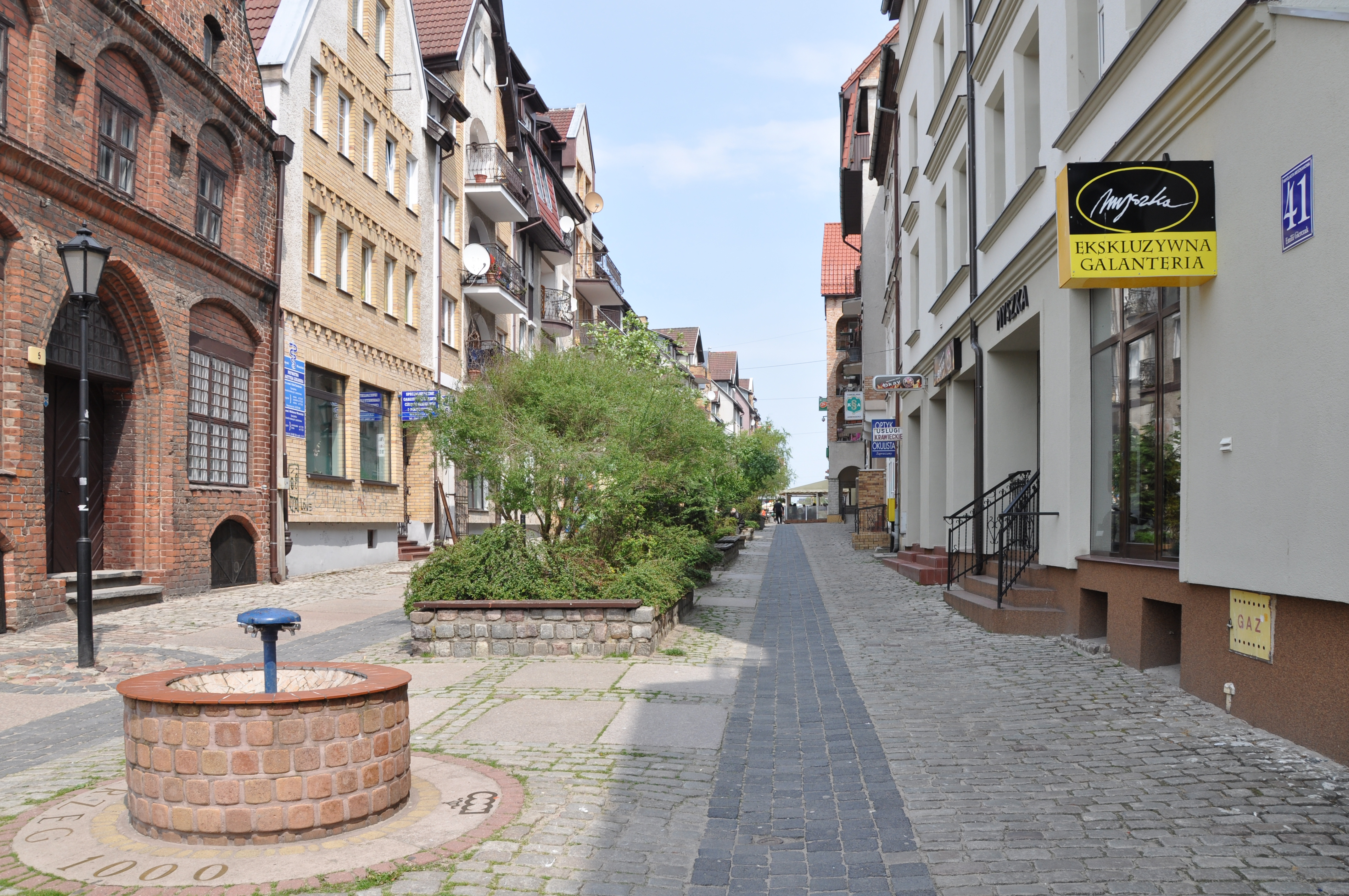
Starówka w Kołobrzegu
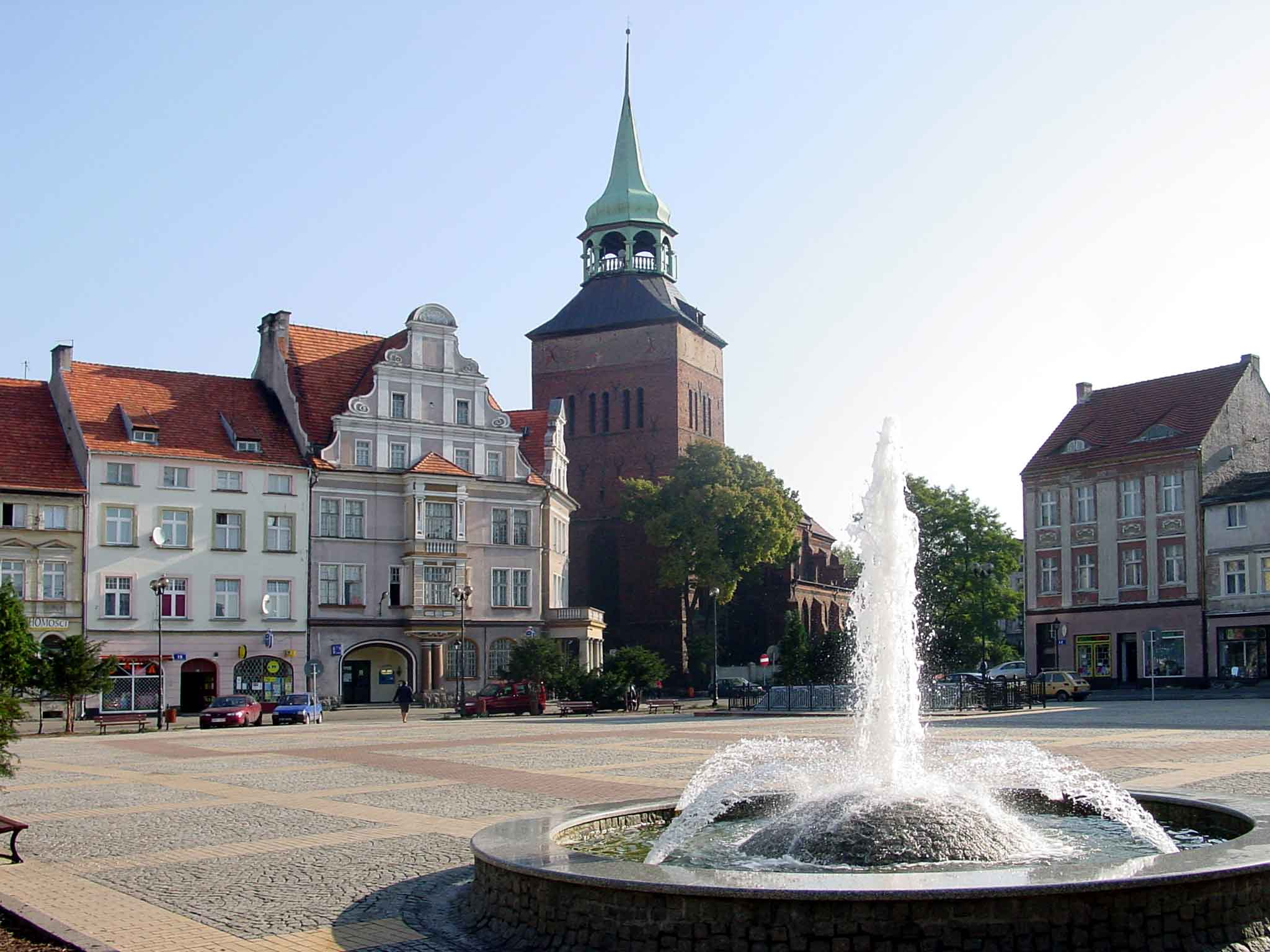
Rynek w Białogardzie
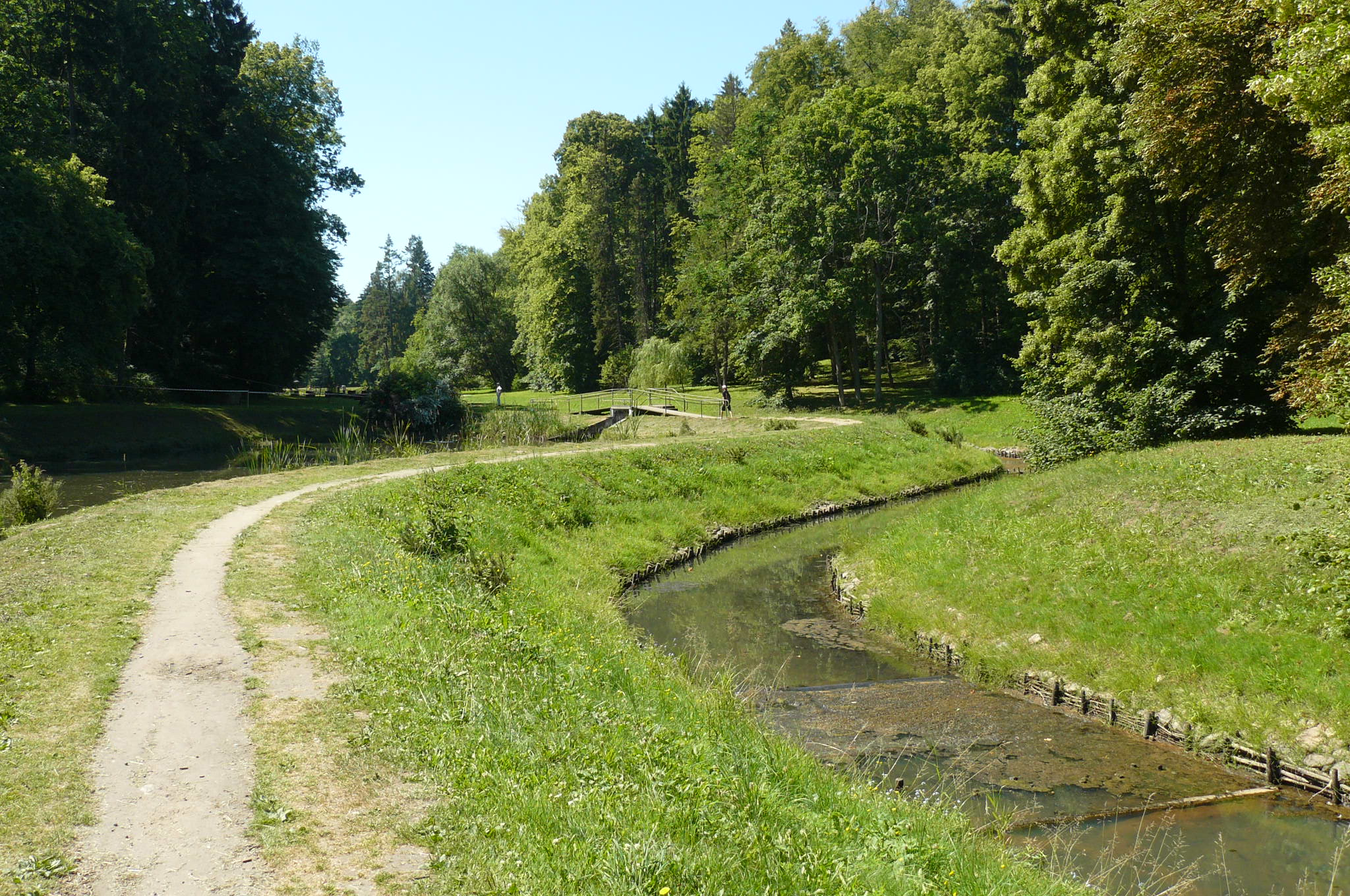
Park Zdrojowy w Połczynie (Wogra)
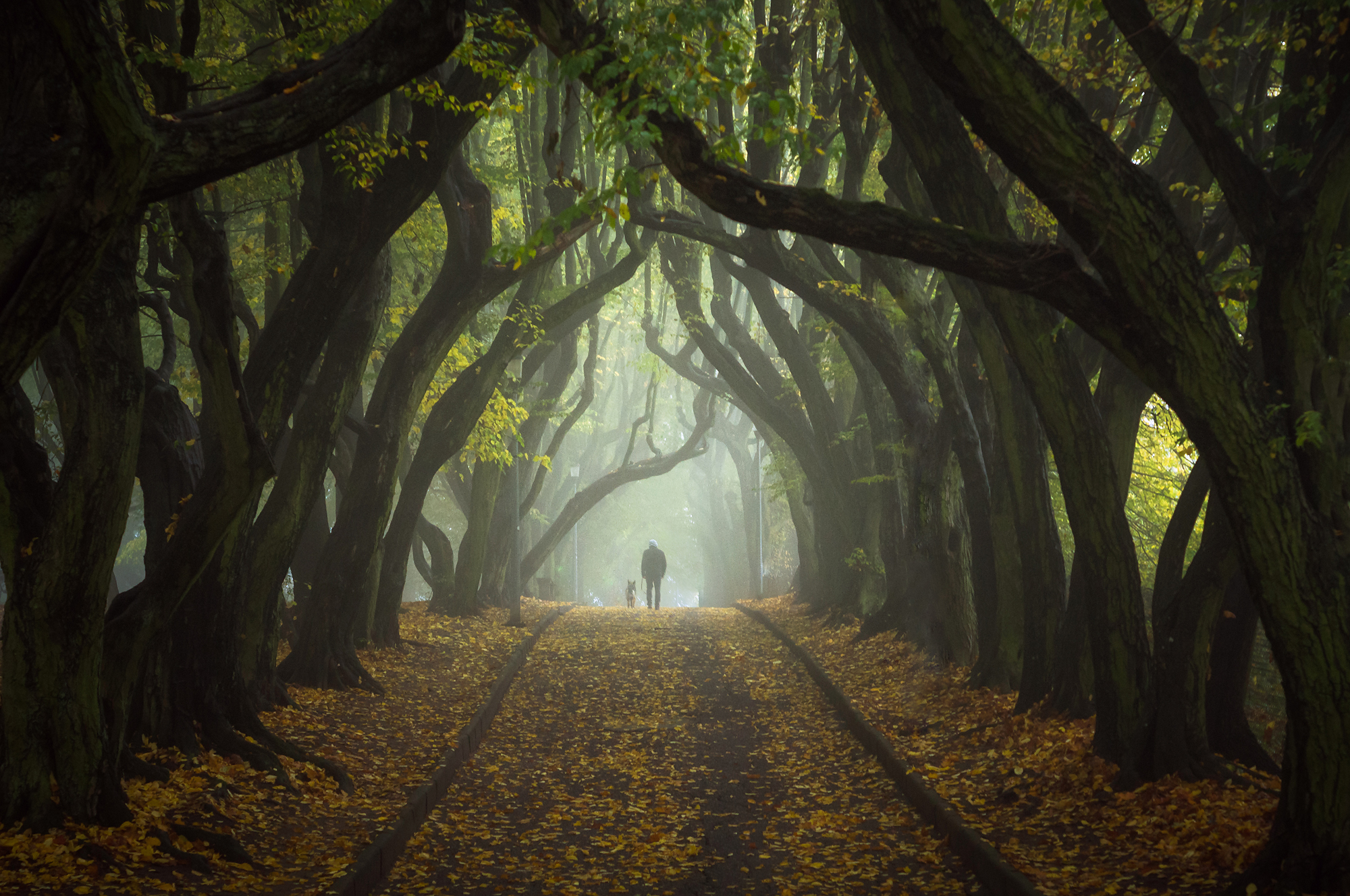
Aleja grabowa w Złocieńcu
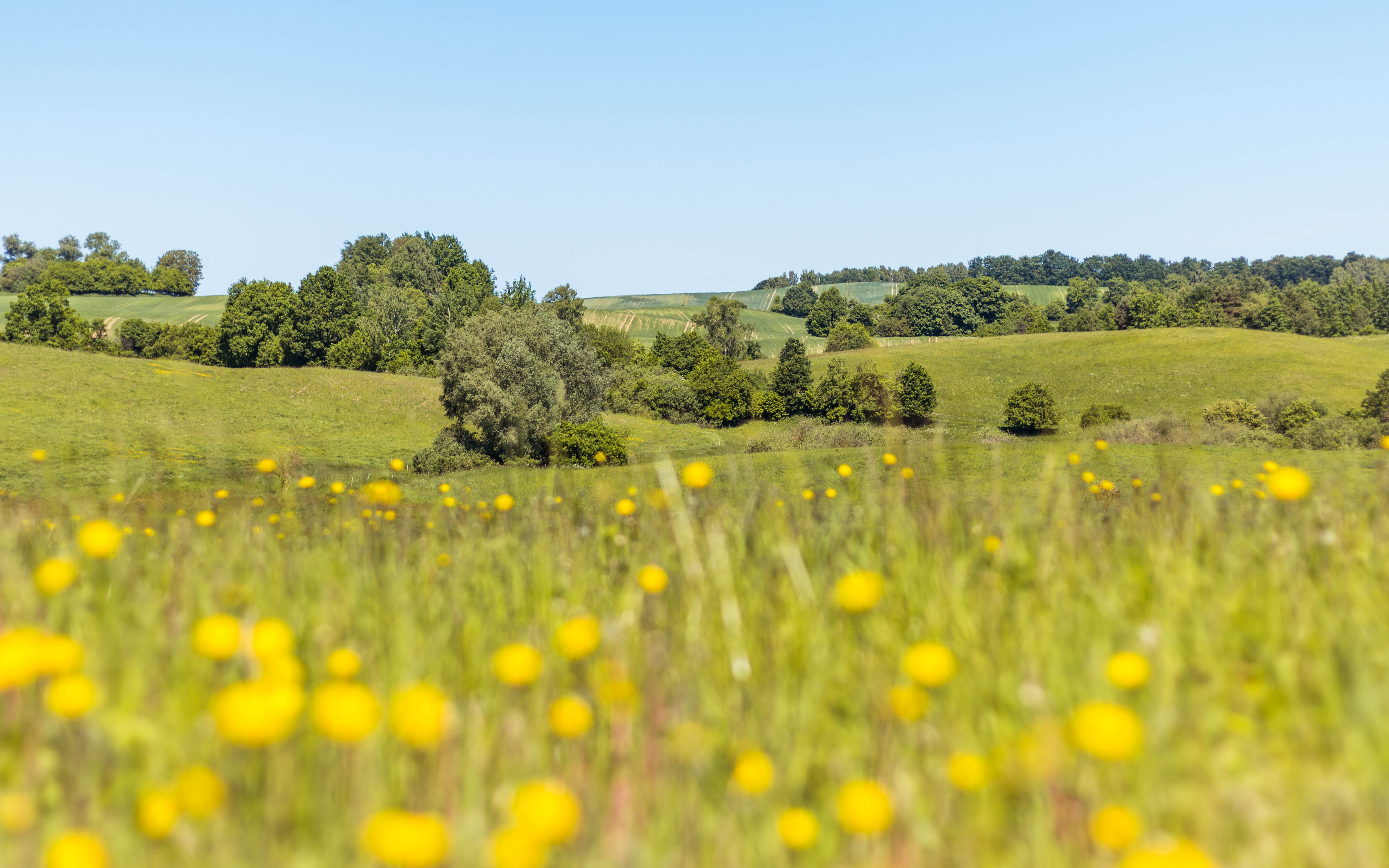
Drawski Park Krajobrazowy

## Etapy

### Etap I
Szlak nie jest jeszcze oznakowany (2021). Początek znajduje się przy molo w Kołobrzegu. Trasa prowadzi przede wszystkim odcinkami dróg rowerowych, a od Zieleniewa zaczyna się asfaltowa droga rowerowa wytyczona po dawnym torowisku kolejowym. Od Karlina do Białogardu brak jest jakiejkolwiek infrastruktury (2021).

### Etap IA
Początek znajduje się przy pomniku morsa w Mielnie. Trasa prowadzi drogami rowerowymi przez Koszalin do Strzekęcina, a dalej asfaltowymi drogami lokalnymi. Odcinek Wronie Gniazdo - Żeleźno ma nawierzchnię gruntową. Dalej brak jest na razie infrastruktury (2021). 

### Etap II
Od dworca kolejowego w Białogardzie szlak prowadzi lokalnymi drogami asfaltowymi. Za Rąbinem doprowadza do drogi wojewódzkiej nr 152. Odtąd szlak ma nawierzchnię asfaltową, wybudowaną w 2020 wraz z licznymi miejscami wypoczynku. Prowadzi po dawnej linii kolejowej nr 421 Świdwin - Połczyn-Zdrój, przez uzdrowisko w Połczynie i atrakcyjne widokowo tereny Drawskiego Parku Krajobrazowego. Miejsca odpoczynku najczęściej zlokalizowane są w obrębie dawnych stacji kolejowych. Po drodze znajdują się plaże, gastronomia i miejsca noclegowe. Atrakcją jest przecięcie z pozostałościami niedokończonej autostrady, tzw. berlinki. Koniec odcinka znajduje się w Złocieńcu.

### Etap III
Ten etap prowadzi po drogach lokalnych i gruntowych, a częściowo jest trudno przejezdny. Pomiędzy Wierzchowem a Wałczem planowana jest budowa około 30 km dróg rowerowych po dawnych liniach kolejowych.